# Ligne Keihan Katano
La ligne Keihan Katano (京阪交野線, Keihan Katano-sen) est une ligne ferroviaire du réseau Keihan dans la préfecture d'Osaka au Japon. Elle relie la gare de Hirakatashi à Hirakata à la gare de Kisaichi à Katano. La ligne est une branche de la ligne principale Keihan.

## Histoire
La ligne est ouverte le 10 juillet 1929 par le chemin de fer Shigi-Ikoma (信貴生駒電鉄). Elle est sous le contrôle de la Keihan depuis 1949.

## Caractéristiques

### Ligne
- Écartement : 1 435 mm
- Alimentation : 1 500 V par caténaire
- Vitesse maximale : 80 km/h

### Services et interconnexions
A Hirakatashi, certains trains continuent sur la ligne principale Keihan en direction d'Osaka.

### Liste des gares
| Numéro | Gare         | Nom japonais | Distance depuis Hirakatashi (km) | Correspondances                         | Localisation |
| ------ | ------------ | ------------ | -------------------------------- | --------------------------------------- | ------------ |
| KH21   | Hirakatashi  | 枚方市       | 0                                | Keihan : Keihan (interconnexion)        | Hirakata     |
| KH61   | Miyanosaka   | 宮之阪       | 1,0                              |                                         | Hirakata     |
| KH62   | Hoshigaoka   | 星ヶ丘       | 1,7                              |                                         | Hirakata     |
| KH63   | Murano       | 村野         | 2,5                              |                                         | Hirakata     |
| KH64   | Kōzu         | 郡津         | 3,4                              |                                         | Katano       |
| KH65   | Katanoshi    | 交野市       | 4,4                              |                                         | Katano       |
| KH66   | Kawachi-mori | 河内森       | 6,1                              | JR West : Katamachi (à Kawachi-Iwafune) | Katano       |
| KH67   | Kisaichi     | 私市         | 6,9                              |                                         | Katano       |